# Ahmet Dursun
Ahmet Dursun (ur. 25 stycznia 1978 w Gelsenkirchen) – turecki piłkarz grający w swojej karierze na pozycji środkowego napastnika. Trzykrotny reprezentant kraju.

## Kariera
Dursun karierę piłkarską rozpoczął w 1995 roku w młodzieżowej sekcji niemieckiej drużyny Wattenscheid 09. W 1996 roku przeszedł do tureckiego Kocaelispor. W tym samym roku został powołany do reprezentacji Turcji do lat 21. Stamtąd trafił do stołecznego klubu Besiktas JK, gdzie w pierwszym sezonie zdobył 21 bramek. W kolejnych latach skuteczność Dursuna spadła i w 2003 roku trafił do chińskiego Tianjin Teda.
W 2000 roku został powołany do seniorskiej reprezentacji narodowej, w której rozegrał ostatecznie 3 spotkania i nie strzelił żadnej bramki.
Karierę zawodową zakończył w 2018 roku. Rozegrał łącznie 313 meczów, w których strzelił 107 bramek.